# Sint-Pieterskerk (Ledegem)

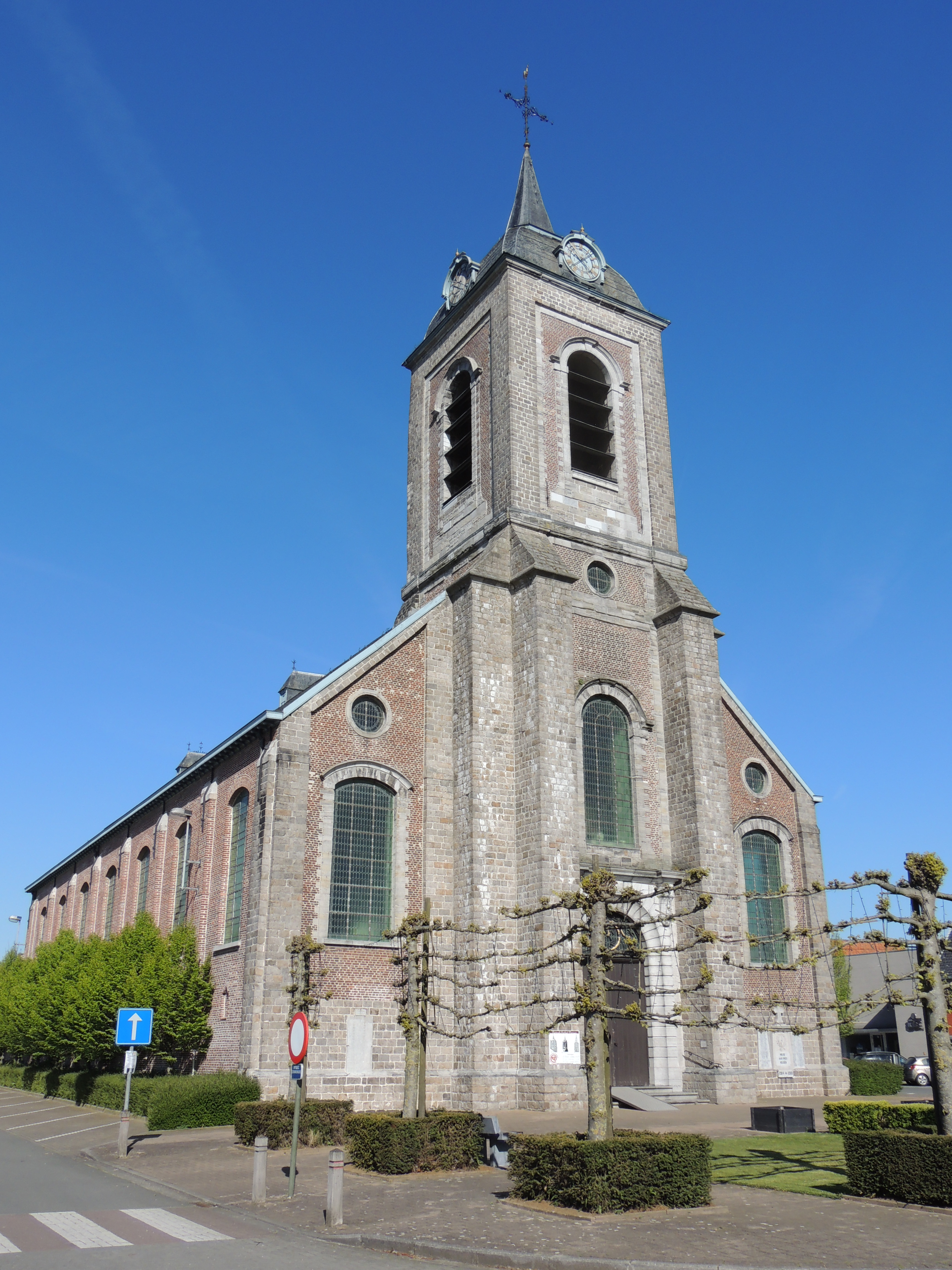
Sint-Pieterskerk

De Sint-Pieterskerk is de parochiekerk van de West-Vlaamse plaats Ledegem, gelegen aan Plaats 5.

## Geschiedenis
In 1149 werd voor het eerst een kerk schriftelijk vermeld. Het patronaatsrecht van de parochie ging toen over van de Eekhoutabdij naar de Sint-Maartensabdij van Doornik. De kerk brandde af in 1763. Een nieuwe kerk, in classicistische stijl, werd gebouwd van 1764-1771. De kerk liep schade op tijdens de Eerste Wereldoorlog, welke in 1920 werd hersteld.

## Gebouw
Het kerkgebouw is naar het westen georiënteerd. Het is een classicistische driebeukige pseudobasiliek met ingebouwde oosttoren. Dat de kerk een portaal aan de oostzijde heeft was de wens van Robbrecht de Moerman, die heer was van Ledegem. Hij wilde namelijk zijn kasteel tegenover het kerkportaal bouwen. Het kasteel werd echter nooit gebouwd.
De kerk is gebouwd in rode baksteen, met omlijstingen en dergelijke in Atrechtse zandsteen, en de sokkel is deels in ijzerzandsteen uitgevoerd, afkomstig van de vroegere kerk. De toren heeft vier geledingen. Het koor heeft een driezijdige afsluiting.

## Interieur
Het middenschip heeft een korfbooggewelf, de zijbeuken hebben kruisribgewelven. De preekstoel en de biechtstoelen zijn in rococostijl en, evenals het koorgestoelte, zijn ze vervaardigd in het 4e kwart van de 18e eeuw. De hoofd- en zijaltaren zijn in classicistische stijl.
Het doopvont is 17e-eeuws. Het schilderij De zeeslag bij Lepanto, door Theodoor Boeyermans, is van 1674. De Ledegemse kunstschilder Joseph-François Ducq schilderde in 1800 de Verrijzenis van Lazarus naar een 17e-eeuws schilderij.